# João Rodrigues Tçuzu
João Rodrigues (1561 nebo 1562 Sernãcelhe – 1633 nebo 1634 Macao) byl portugalský jezuita, který působil jako misionář v Japonsku, Číně a Koreji. Známý je především díky svým jazykovědným pracím o japonštině, zejména Umění jazyka japonského (Arte da Lingoa de Iapam).

## Jméno
João Rodriguesovi se říkalo také Tçuzu, což byl portugalský přepis jeho japonské přezdívky Cúdži (通事). To znamená "tlumočník". Přízviskem Tçuzu se Rodrigues odlišoval od svého současníka João Rodriguese "Girão" z jezuitské misie v Číně. Joãovo příjmení se někdy objevuje ve španělské podobě Rodriguez, tedy v podobě, kterou on sám používal ve svých dílech. Jeho přezdívka se také někdy píše jako Tçuzzu.
V Číně používal Rodrigues čínské jméno Lu Žuo-chan (陸若漢), přičemž své příjmení zkrátil na jediný znak Lu v čínském stylu a latinskou podobu svého jména Iohannes přepsal na Žuo-chan. V moderních korejských pramenech se Rodriguesovo jméno píše s výslovností Juk Jak-han (육약한).

## V Japonsku
Rodrigues Portugalsko opustil, když mu bylo třináct nebo čtrnáct let a do své vlasti se nikdy nevrátil. Proč se na tuto dalekou cestu vůbec vydal, není s jistotou známo. Z Lisabonu do Indie vyplul roku 1574 spolu s dalšími 41 jezuity na flotile několika lodí (tzv. karaků), na které byl i Alessandro Valignano (1539–1606), pozdější hlavní představitel japonské misie (roku 1580 udávala již 150 000 konvertitů). Do Japonska připlul roku 1577, ještě stále jako dítě. V prosinci 1580, asi v 19 letech, vstoupil Rodrigues do jezuitského noviciátu v Óitě. Sloužil jako tlumočník Alessandra Valignana a viceprovinciála Gaspara Coelha (1529–1590).

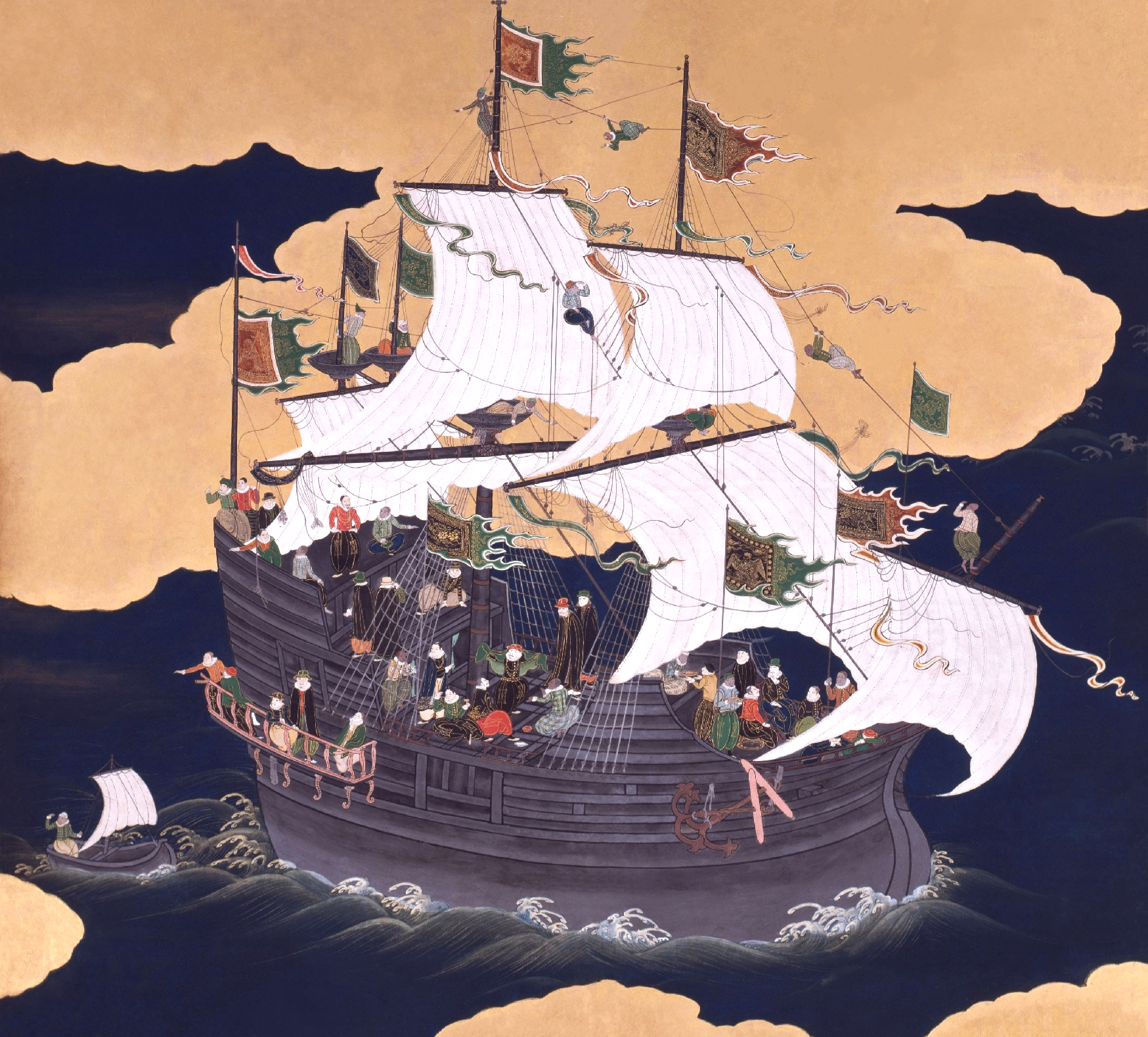
Portugalská černá loď

V roce 1588 začal Rodrigues kázat v japonštině, přestože ještě nebyl vysvěcený. Během Valignanovy návštěvy u Hidejoši Tojotomiho v červenci 1590 udělal Rodrigues na Hidejošiho takový dojem, že ho tento daimjó najal jako svého osobního tlumočníka. V letech 1591–1626 již Rodrigues byl procuradorem jezuitské misie v Japonsku.
Rodrigues dokončil teologická studia v Nagasaki v roce 1593, následujícího roku byl v Macau vysvěcen na kněze a v roce 1596 se vrátil do Japonska. Dne 16. září 1598 Rodrigues navštívil umírajícího Hidejošiho a neúspěšně se ho pokusil obrátit na křesťanství. Za nového šóguna Iejasua Tokugawy svůj vliv ještě posílil a ze svého postavení u šógunátního dvora podporovat jezuitské misie a chránit japonské konvertity v Nagasaki, Ósace a Kjótu. Domorodí dvořané se ho několikrát pokusili jeho pozici oslabit, a dokonce i Iejasu několikrát zkoušel jeho poctivost, než uznal, že jeho podezření byla neopodstatněná.
Nicméně roku 1609 se Iejasu rozhodl portugalské obchodníky postupně nahradit, a tím začala Rodriguesova pozice postupně u šógunátního dvora slábnout. Začal šířeji podporovat obchodníky s tzv. červenou pečetí na lodích, Nizozemce a na počátku roku 1610 i Španěly. Po úspěšném útoku na portugalskou loď v Nagasackém zálivu povolil většině misionářů zůstat, ale z pozice hlavního tlumočníka nahradil Rodriguese Angličan William Adams. V roce 1614 byl Rodrigues nucen Japonsko, po více než třiceti letech, navždy opustit.

## V Číně
Rodrigues se vrátil do Macaa, kde začal působit v tamní jezuitské misii. Nejprve působil v Čen-ťiangu u Nankingu a poté cestoval po vnitrozemí a hledal historické artefakty související s církví Východu v Číně. Účastnil se sporu o obřady, kde se postavil proti snahám Mattea Ricciho povolit většinu tradičních čínských rituálů v křesťanském kontextu.
Během mandžuské invaze do Číny v období Ming se Rodrigues roku 1623 jako tlumočník portugalské společnosti dostal do Pekingu. Portugalci tam měli předvést evropské střelné zbraně. Při jedné z ukázek ale předváděné dělo vybuchlo, zabilo portugalského dělostřelce a tři Číňany, což pro Rodriguese znamenalo návrat do Macaa. Tam až do roku 1627 působil jako procurador pro Japonsko.
Podle vzpomínek Sü Kuang-čchiho a Leo Liho sloužil v roce 1629 Rodrigues, nyní šedesátiosmiletý, jako tlumočník další výpravy, která měla pod vedením Gonçala Teixeiry-Correa namířeno do Pekingu. Skupině bylo povoleno přivézt přes Čínu do hlavního města deset děl a čtyři „vynikající moždíře“. Do Ču-čou dorazili 5. ledna 1630, ale nejprve se zdrželi před hlavním městem a poté z něj byli rychle posláni do Teng-čou (dnes Pcheng-laj) v Šan-tungu. Tam pod vedením jeho křesťanského guvernéra Ignáce Suna cvičili vojáky v používání moderních děl. Na počátku roku 1631 se tam Rodrigues setkal s korejským mandarínem Čong Tu-won (정두원), který cestoval s diplomatickou misí ze Soulu. Rodrigues ho seznámil s prací jezuitů v oblasti astronomie a dalších přírodních věd. Také mu daroval svůj dalekohled, který Jeong velmi chválil pro jeho možné válečné využití.
Rodriguese měl také příležitost hovořit s Čongovým pobočníkem I Jong-huem (이영후, 李栄後) a plukovníkem Čong Hjo-gilem (정효길, 鄭孝吉). I se velmi zajímal o geografii a Čong o technologie západních palných zbraní, zejména děl. Dochoval se záznam rozhovoru s I, který se nejvíce zajímal o to, zda Čína, již tehdy označovaná jako „Říše středu“, skutečně leží ve středu Země. Rodrigues odpověděl, že vzhledem k tomu, že Země je kulatá, může každá země pravdivě prohlásit svou zemi za její střed.
Dne 19. ledna 1632 se vojáci guvernéra Suna vzbouřili. Kapitán Teixeira a několik dalších Portugalců v následujících bojích padlo, asi 15 jich vyvázlo se zraněním. Jednasedmdesátiletý Rodrigues a tucet dalších mužů se zachránili skokem z pevnostních hradeb do hlubokých sněhových závějí a podařilo se jim uniknout. Poté se vrátil do Pekingu, kde obdržel císařský dekret oceňující jeho zásluhy.
Sám Rodrigues toto dobrodružství popsal v dopisu z Macaa do Říma takto:
| „ | Před několika dny jsem dorazil z vnitrozemí Číny, kde jsme díky milosrdenství našeho Pána s několika Portugalci a dalšími křesťany uprchli z města, které jeho obránci zrádně vydali povstalcům. Náš portugalský kapitán a další Portugalci tam byli zabiti. Hned jsem se vydal ke dvoru, abych o tom informoval krále, protože jinak by toto město Macao mohlo v králových očích ztratit své zásluhy. | “ |

Rodrigues se vrátil do Macaa v roce 1633, kde nejpozději na jaře 1634 zemřel. Přesné datum není známo, nicméně zemřel někdy před 20. březnem 1634. To je den, ke kterému je datován dopis do Říma obsahující zmínku o jeho úmrtí. Jeho ostatky byly pohřbeny v Macau, v kostele São Paulo, před oltářem svatého Michaela.

## Dílo
Rodrigues byl obdařen velkým jazykovým talentem. V misijních školách vyučoval latinu a kromě portugalštiny a japonštiny uměl také španělsky. Krom toho byl schopen překládat čínské dopisy do španělštiny. Z rodného Portugalska vycestoval velmi mlád a tak měl paradoxně problémy ve své mateřštině správně psát.
| „ | Jak víte, z Evropy jsem přišel jako dítě a vyrůstal v těchto končinách mezi divočinou a lesy místních národů, takže v našem portugalském jazyce neovládám ani styl ani způsob, jak stručně psát, co je třeba... Ačkoli nemám elegantní styl... píši Dějiny a později je uspořádá někdo, kdo ten styl mít bude. | “ |

### Umění jazyka japonského
V originále Arte da Lingoa de Iapam byla vydána v Nagasaki ve třech svazcích v letech 1604–1608. Kromě slovní zásoby a gramatiky obsahuje také podrobnosti o japonských dynastiích, měnách, mírách a také obchodní informace. Ačkoli jí předcházely některé rukopisné glosáře a gramatiky, jednalo se o první tištěnou japonskou gramatiku. Původní rukopisné vydání se nachází ve Vatikánské knihovně. Dva dochované výtisky jsou v oxfordské Bodleyově knihovně a v soukromé sbírce hraběte z Crawfordu. Do japonštiny ji roku 1955 přeložil Tadao Doi (土井 忠生).

### Krátké umění jazyka japonského
Kniha Arte Breve da Lingoa Iapoa, rozlišující dřívější gramatiku jako Velké umění (Arte Grande), byla vydána v Macau roku 1620. Nejde o pouhé zkrácení dřívějšího díla, spíše o přeformulování gramatiky a stanovení jasných a stručných pravidel týkajících se hlavních rysů japonštiny 17. století. Rukopisné vydání se nachází ve Francouzské národní knihovně, dvě dochovaná tištěná vydání jsou v knihovně paláce Ajuda v Lisabonu a v knihovně Školy orientálních a afrických studií v Londýně.

### Historie japonské církve
Historia da Igreja do Japão byla monumentálním pokusem o dokončení dřívějších započatých a nedokončených děl Valignana a Luise Fróise, ale také zůstala nedokončena. Navzdory názvu knihy jsou podrobnosti o jezuitském působení v Japonsku z velké části uvedeny až v příloze nazvané "Biskupové japonské církve" (Bispos da Igreja do Japao). Hlavní text popisuje japonské dějiny a kulturu, včetně pojednání o japonském jazyce, čínských znacích a stylech písma. Za svého života v Japonsku byl Rodrigues svědkem rozšiřování portugalské přítomnosti a vlivu, příjezdu prvního Angličana Williama Adamse a upevňování šógunátu Tokugawa. V tomto období také psal postřehy z japonského života, včetně politických událostí při vzniku šógunátu a podrobného popisu čajového obřadu. Původní rukopis je ztracen, ale jeho kopii z roku 1740 objevil jezuita J. M. Cros v knihovně v Ajudě kolem roku 1900. Do angličtiny ji v roce 2001 přeložil Michael Cooper.